# Elecciones parlamentarias de Polonia de 1993
Las elecciones parlamentarias se celebraron en Polonia el 19 de septiembre de 1993. Las elecciones fueron ganadas por los partidos Alianza Democrática de Izquierda y el Partido Popular de Polonia, que formaron una gran coalición. El Sejm fue disuelto por el presidente de la República, Lech Wałęsa, después de que el primero había pasado un voto de censura en el Gobierno (Resolución del 28 de mayo de 1993) sin elegir un nuevo Primer ministro. En tales casos, la Constitución permite al Presidente aceptar la renuncia del Gobierno o disolver el Sejm. Dicha disolución también implica automáticamente la renovación del Senado. Las elecciones, inicialmente programadas para el 12 de septiembre, se llevaron a cabo de acuerdo con una nueva Ley Electoral aprobada por el Sejm dos días antes de su disolución. Al establecer umbrales mínimos para la participación de Sejm, la nueva ley buscaba evitar la fragmentación política de la legislatura, dando una ventaja a los partidos y grupos políticos fuertes, tomando en cuenta que el anterior parlamento tuvo 29 partidos.
Los principales temas debatidos durante la campaña electoral se referían al alcance y el ritmo de la transformación económica del país (especialmente la privatización), la política social (desempleo, situación de los empleados del sector público) y la relación de Polonia con el proceso de integración europea (equilibrando la protección necesaria de los sectores nacionales con la inevitable apertura de la economía).
El día de la votación, solo cinco partidos y una coalición, la Alianza de la Izquierda Democrática (SLD), liderada por el Partido Socialdemócrata y que también comprende dos organizaciones culturales de la minoría alemana, obtuvieron escaños en el Sejm cuando los votantes se movieron bruscamente hacia la izquierda y lejos de partidos de derecha, los que habían participado en varios gobiernos de coalición desde 1989, y la Iglesia Católica. Los socialdemócratas fueron los sucesores directos del Partido Comunista Polaco de los Trabajadores Unidos (PZPR). Los grandes ganadores fueron el SLD, encabezado por Aleksander Kwasniewski, y el Partido Campesino Polaco (PSL), que anteriormente se había aliado con el PZPR y estaba dirigido por Waldemar Pawlak. El apoyo electoral a estos partidos casi se duplicó desde las elecciones anteriores. Por su parte, la coalición gobernante saliente, dirigida por la Unión Democrática (UD) de la primera ministra Hanna Suchocka, quedó en tercer lugar en una derrota que los analistas vieron como una reacción a las dificultades sociales y económicas causadas por los rápidos movimientos del Gobierno hacia una economía de mercado y su estricta disciplina monetaria y fiscal; De hecho, el SLD había hecho campaña en una plataforma de aumentos moderados en el gasto social para mitigar esta dificultad. Finalmente, el Sindicato de Trabajo (UP) hizo progresos considerables: en 1991 su predecesor Solidaridad Laboral había ganado solo el 2% de los votos. Más de un tercio de los votos emitidos en las elecciones de Sejm de 1993 no fueron efectivos porque eligieron partidos que no alcanzaron el umbral mencionado anteriormente.
La coalición gubernamental estaba formada por SLD y PSL. Pawlak fue nominado como primer ministro el 18 de octubre. Los miembros del Consejo de Ministros fueron nombrados por el presidente el 26 de octubre.

## Resultados
| ← Elecciones generales de Polonia Sejm (el Parlamento), 1993 →                       |      |         |
| Partido                                                                              | %    | Escaños |
| Alianza Democrática de la Izquierda pl.Sojusz Lewicy Demokratycznej                  | 20,4 | 171     |
| Partido Popular (Polonia) pl.Polskie Stronnictwo Ludowe                              | 15,4 | 132     |
| Unión Democrática pl.Unia Demokratyczna                                              | 13.4 | 74      |
| Unión del Trabajo pl.Unia Pracy                                                      | 7.3  | 41      |
| Confederación de Polonia Independiente pl.Konfederacja Polski Niepodległej           | 5.8  | 22      |
| Bloque no-Partidista para el Apoyo de Reformas pl.Bezpartyjny Blok Wspierania Reform | 5,4  | 16      |
| Minoría alemana                                                                      | 0.4  | 2       |

| ← Elecciones generales de Polonia Senat (el Senado), 1993 →                          |         |
| Partido                                                                              | Escaños |
| Alianza Democrática de la Izquierda pl.Sojusz Lewicy Demokratycznej                  | 37      |
| Partido Popular (Polonia) pl.Polskie Stronnictwo Ludowe                              | 36      |
| Solidaridad pl.Solidarność                                                           | 9       |
| Unión Democrática pl.Unia Demokratyczna                                              | 5       |
| Unión del Trabajo pl.Unia Pracy                                                      | 2       |
| Bloque no-Partidista para el Apoyo de Reformas pl.Bezpartyjny Blok Wspierania Reform | 2       |
| Otros pl.niezrzeszeni                                                                | 2       |